# Laurence Trimble
Laurence Norwood Trimble (15. februar 1885 – 8. februar 1954) var en stumfilmsinstruktør, manuskriptforfatter og skuespiller. Trimble begyndte sin filmkarriere med at instruere hunden Jean, den første hund med en hovedrolle i en film. Han fik sin skuespildebut i 1910 i stumfilmen Saved by the Flag efterfølgende instruerede han mange film for Vitagraph-studierne og andre studier og blev produktionsansvarlig for Florence Turners uafhængige filmselskab i England (1913–1916). Trimble var primært kendt for sine fire film med Strongheart, en schæferhund han fandt og trænede op til at blive den første store hundestjerne. Efter han forlod filmindustrien trænede han dyr, herunder førerhunde til blinde.

## Udvalgt filmografi
Larry Trimble var instruktør på nedenstående film med mindre andet er skrevet.
| Year | Title                           | Notes                                                      |
| ---- | ------------------------------- | ---------------------------------------------------------- |
| 1910 | Saved by the Flag               | Kortfilm,:144 kun skuespiller                              |
| 1910 | Her Mother's Wedding Gown       | Kortfilm med Jean                                          |
| 1910 | Jean and the Calico Doll        | Kortfilm med Jean:145                                      |
| 1910 | Jean the Match-Maker            | Kortfilm med Jean:145                                      |
| 1910 | Auld Robin Grey                 | Kortfilm                                                   |
| 1910 | Jean Goes Foraging              | Kortfilm med Jean:145                                      |
| 1910 | Jean Goes Fishing               | Kortfilm med Jean:145                                      |
| 1910 | A Tin-Type Romance              | Kortfilm med Jean:146                                      |
| 1910 | Jean and the Waif               | Kortfilm med Jean:147                                      |
| 1910 | Where the Winds Blow            | Kortfilm med Jean                                          |
| 1911 | Jean Rescues                    | Kortfilm med Jean:147                                      |
| 1911 | When the Light Waned            | Kortfilm med Jean                                          |
| 1911 | Red Eagle                       | Kortfilm                                                   |
| 1911 | The Prejudice of Pierre Marie   | Kortfilm:149                                               |
| 1911 | The Battle Hymn of the Republic | Kortfilm:150                                               |
| 1911 | In the Arctic Night             | Kortfilm                                                   |
| 1911 | Man to Man                      | Kortfilm:151                                               |
| 1911 | Her Crowning Glory              | Kortfilm:151                                               |
| 1911 | Wig Wag                         | Kortfilm:152                                               |
| 1911 | Auld Lang Syne                  | Kortfilm med Jean:145                                      |
| 1911 | Hypnotizing the Hypnotist       | Kortfilm:154                                               |
| 1911 | Billy the Kid                   | Kortfilm                                                   |
| 1911 | One Touch of Nature             | Kortfilm:154                                               |
| 1912 | Indian Romeo and Juliet         | Kortfilm                                                   |
| 1912 | A Cure for Pokeritis            | Kortfilm                                                   |
| 1912 | Jean Intervenes                 | Kortfilm med Jean:155                                      |
| 1912 | Playmates                       | Kortfilm med Jean:156                                      |
| 1912 | Cardinal Wolsey                 | Kortfilm:156 instrueret med J. Stuart Blackton             |
| 1912 | The French Spy                  | Kortfilm                                                   |
| 1912 | Bunny and the Dogs              | Kortfilm                                                   |
| 1912 | Bunny's Suicide                 | Kortfilm:161                                               |
| 1912 | Bachelor Buttons                | Kortfilm med Jean:162                                      |
| 1912 | Bunny All at Sea                | Kortfilm:44, 162                                           |
| 1912 | Bunny at the Derby              | Kortfilm:163                                               |
| 1912 | Michael McShane, Matchmaker     | Kortfilm:163                                               |
| 1912 | Cork and Vicinity               | Kortfilm:165                                               |
| 1912 | The Signal of Distress          | Kortfilm med Jean:165                                      |
| 1913 | The Wings of a Moth             | Kortfilm:166                                               |
| 1913 | Everybody's Doing It            | Kortfilm:167                                               |
| 1913 | Views of Ireland                | Kortfilm:169                                               |
| 1913 | The House in Suburbia           | Kortfilm:170                                               |
| 1913 | The Blarney Stone               | Kortfilm, også manuskriptforfatter:171                     |
| 1913 | Checkmated                      | Kortfilm:171                                               |
| 1913 | Let 'em Quarrel                 | Kortfilm:171                                               |
| 1913 | Jean and Her Family             | Kortfilm med Jean:172                                      |
| 1913 | There's Music in the Hair       | Kortfilm:172                                               |
| 1913 | A Window on Washington Park     | Kortfilm:173                                               |
| 1913 | Counsellor Bobby                | Kortfilm:174                                               |
| 1913 | Up and Down the Ladder          | Kortfilm:174                                               |
| 1913 | Cutey Plays Detective           | Kortfilm:175                                               |
| 1913 | Does Advertising Pay?           | Kortfilm:176                                               |
| 1913 | Pickwick Papers                 | også manuskriptforfatter:180                               |
| 1913 | Pumps                           | Kortfilm:180                                               |
| 1913 | The Deerslayer                  | Kortfilm instrueret med Hal Reid                           |
| 1913 | Rose of Surrey                  | Kortfilm, first release of Turner Films                    |
| 1913 | The Harper Mystery              | Kortfilm, også manuskriptforfatter                         |
| 1913 | Jean's Evidence                 | Kortfilm med Jean, også manuskriptforfatter og skuespiller |
| 1913 | The Harper Mystery              | Kortfilm, også manuskriptforfatter                         |
| 1913 | The Lucky Stone                 | Kortfilm                                                   |
| 1913 | The Younger Sister              | Kortfilm                                                   |
| 1914 | The Awakening of Nora           | Kortfilm                                                   |
| 1914 | Creatures of Habit              | Kortfilm, også manuskriptforfatter                         |
| 1914 | Daisy Doodad's Dial             | Kortfilm, kun skuespiller                                  |
| 1914 | Film Favourites                 | Kortfilm, også cast member                                 |
| 1914 | Flotilla the Flirt              | Kortfilm, også manuskriptforfatter                         |
| 1914 | For Her People                  | Kortfilm, også manuskriptforfatter                         |
| 1914 | The Murdoch Trial               | også skuespiller                                           |
| 1914 | One Thing After Another         | Kortfilm, også manuskriptforfatter                         |
| 1914 | Polly's Progress                | Kortfilm                                                   |
| 1914 | The Shepherd Lassie of Argyle   | Kortfilm med Jean, også producer                           |
| 1914 | Shopgirls                       | [ 5 ]                                                      |
| 1914 | Through the Valley of Shadows   | også manuskriptforfatter                                   |
| 1915 | Alone in London                 | også producer                                              |
| 1915 | As Ye Repent                    | også manuskriptforfatter og skuespiller                    |
| 1915 | Caste                           | også skuespiller                                           |
| 1915 | The Great Adventure             | også manuskriptforfatter                                   |
| 1915 | My Old Dutch                    | [ 15 ]                                                     |
| 1915 | Lost and Won                    | [ 5 ]                                                      |
| 1915 | Far from the Madding Crowd      | også manuskriptforfatter                                   |
| 1915 | A Welsh Singer                  | kun manuskriptforfatter                                    |
| 1916 | Doorsteps                       | kun manuskriptforfatter                                    |
| 1916 | Grim Justice                    | også manuskriptforfatter og skuespiller                    |
| 1916 | A Place in the Sun              | [ 5 ]                                                      |
| 1916 | Sally in Our Alley              | [ 5 ]                                                      |
| 1917 | The Spreading Dawn              | [ 4 ]                                                      |
| 1917 | The Auction Block               | [ 16 ]                                                     |
| 1918 | The Light Within                | [ 16 ]                                                     |
| 1919 | Fool's Gold                     | [ 17 ]                                                     |
| 1919 | Spotlight Sadie                 | [ 17 ]                                                     |
| 1920 | Darling Mine                    | også manuskriptforfatter                                   |
| 1920 | Everybody's Sweetheart          | [ 17 ]                                                     |
| 1920 | The Woman God Sent              | [ 16 ]                                                     |
| 1920 | Going Some                      | *kun forfatter                                             |
| 1921 | The Silent Call                 | [ 4 ]                                                      |
| 1922 | Brawn of the North              | også producer and manuskriptforfatter                      |
| 1924 | The Love Master                 | også producer and manuskriptforfatter                      |
| 1924 | Sundown                         | instrueret med Harry O. Hoyt                               |
| 1925 | White Fang                      | [ 4 ]                                                      |
| 1926 | My Old Dutch                    | også manuskriptforfatter                                   |

## Eksterne links
- Wikimedia Commons har flere filer relateret til Laurence Trimble
- Laurence Trimble på Internet Movie Database (engelsk)
- "Flashback: New England Director Larry Trimble", Imagine News Magazine (March 2000)

- Laurence Trimble på Internet Movie Database (engelsk)
- Laurence Trimble på Svensk Filmdatabas (svensk)
- Laurence Trimble på The Movie Database (engelsk)